# میزان الفقاهه
میزان الفقاهه مجموعه‌ای از تألیفات، تقریرات و تعلیقات سید محمدباقر درچه‌ای است که در ۲۶ جلد توسط انتشارات ذخایر اسلامی در سال ۱۳۹۶ منتشر گردیده است.

## نویسنده
نویسنده میزان الفقاهه سید محمدباقر درچه‌ای از فقهای شیعه قرن سیزدهم هجری قمری است وی در سال ۱۲۶۴ قمری در درچه از توابع اصفهان متولد شد. وی در سال ۱۳۴۲ قمری درگذشت.

## محتوا
کتاب میزان الفقاهه در ۲۶ جلد شامل تألیفات، تقریرات و تعلیقات سید محمدباقر درچه‌ای در باب فقه و فلسفه و کلام است که توسط انتشارات ذخایر اسلامی در سال ۱۳۹۷ چاپ و منتشر گردیده است.
این کتاب طی مراسمی با حضور جعفر سبحانی از مراجع تقلید شیعه و جمعی از خاندان درچه‌ای به طور رسمی رونمایی گردیده است.